# روبي فاولر

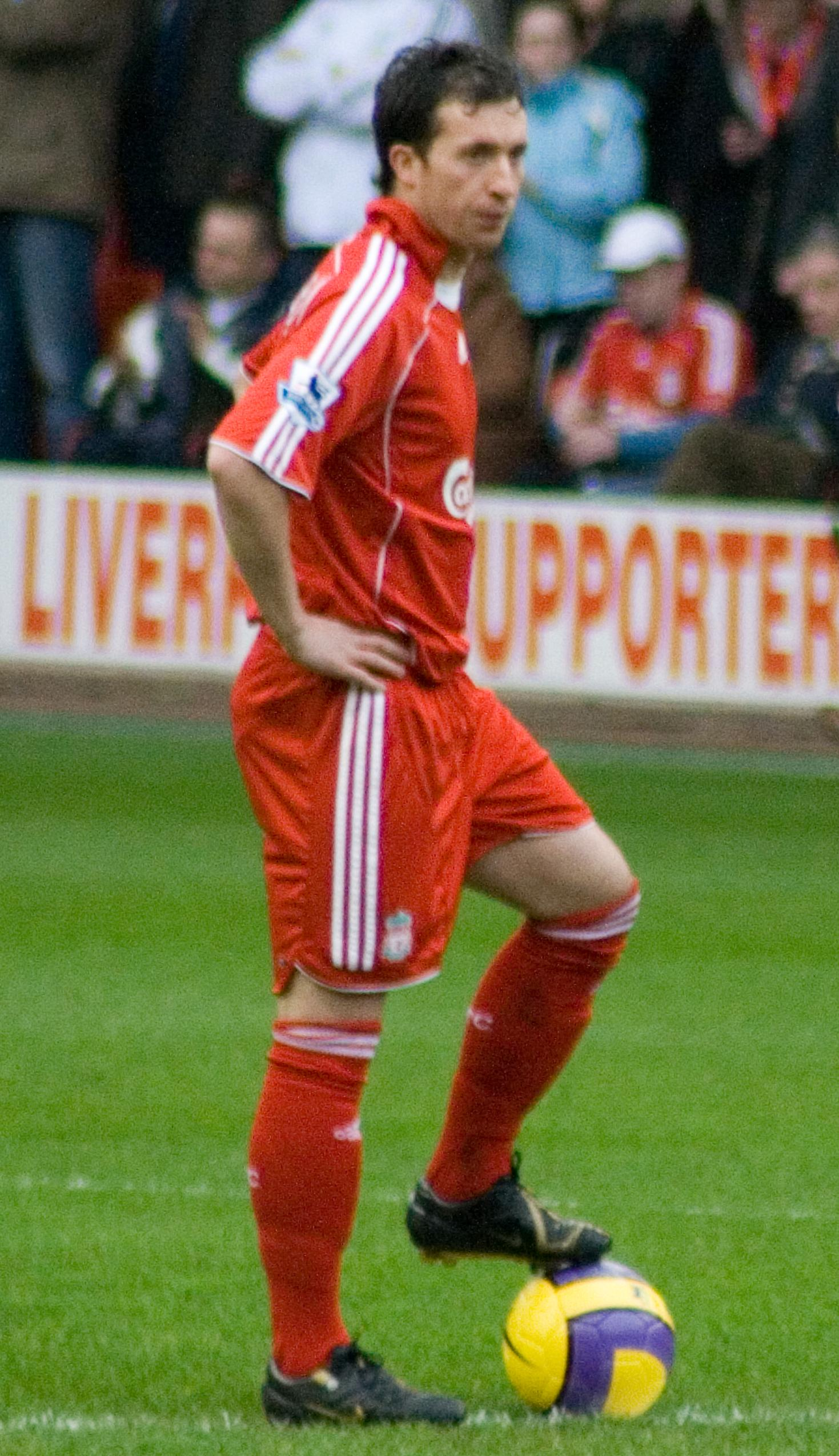
روبي فاولر

روبرت برنارد فاولر (بالإنجليزية: Robert Bernard Fowler)‏، من مواليد 9 ابريل 1975 في ليفربول في إنجلترا، لاعب كرة قدم إنجليزي.
يعتبر روبي فاولر واحداً من ألمع النجوم الذين تخرجوا من أكاديمية نادي ليفربول الإنجليزي، وقد لعب مع الفريق الأول لليفربول 369 مباراة سجل خلالها 183 هدفاً متخطياً رقم الأسطورة كيني دالغليش من حيث عدد الأهداف التي سجلها مع الفريق، كما لعب لعدد من الأندية في بريطانيا وهي ليدز يونايتد ومانشستر سيتي وكارديف سيتي وبلأكبرن روفرز. يلعب فاولر حالياً مع نادي نورث كوينزلاند فيوري الأسترالي.
وقد لعب روبي مع منتخب إنجلترا لكرة القدم منذ عام 1996 وحتى عام 2002، حيث شارك في 26 مباراة وسجل 7 أهداف.

## مسيرته الكروية

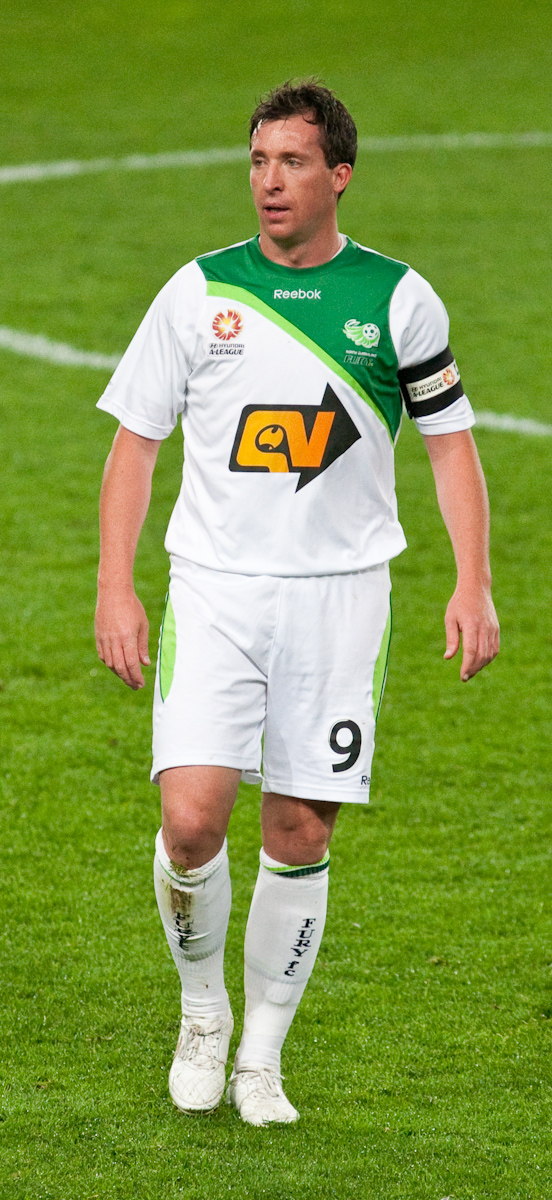
روبي فاولر في الدوري الأسترالي

لعب روبي فاولر خلال مسيرته الاحترافية مع 8 أندية في اثنين وعشرين موسمًا وسجل خلالها 186 هدف ضمن 459 مباراة. حيث فاز في موسمين بالكأس ولم يفز بأي دوري.
خاض روبي فاولر مسيرته مع نادي ليفربول في موسم 1993–94 في المرة الأولى ليلعب معه تسعة مواسم ثم في موسم 2005–06 ولمدة موسمين، مشاركًا طوالها في 266 مباراة سجل خلالها 128 هدف. ثم انتقل إلى نادي ليدز يونايتد في موسم 2001–02 ولمدة موسمين، حيث شارك في 30 مباراة سجل خلالها 14 هدفًا. لينتقل بعدها إلى نادي مانشستر سيتي في موسم 2002–03 ليلعب معه أربعة مواسم، مشاركًا في 80 مباراة سجل خلالها 20 هدف. ثم انتقل إلى نادي كارديف سيتي في موسم 2007–08 لمدة موسم واحد، مشاركًا في 13 مباراة سجل خلالها 4 أهداف. هذا وانتقل لاحقًا إلى نادي بلاكبيرن روفرز في موسم 2008–09 لمدة موسم واحد، مشاركًا في 3 مباريات ولم يسجل أي هدف. ثم انتقل بعدها إلى Northern Fury FC ‏ في موسم 2009–10 لمدة موسم واحد، مشاركًا في 26 مباراة سجل خلالها 9 أهداف. ليعود وينتقل من جديد، لكن هذه المرة إلى نادي برث غلوري في موسم 2010–11 لمدة موسم واحد، مشاركًا في 28 مباراة سجل خلالها 9 أهداف أيضًا. لينتقل بعدها إلى نادي موانغتونغ يونايتد ما بين عامي 2011 و2012 لمدة موسم واحد، مشاركًا في 13 مباراة سجل خلالها هدفين.

## روابط خارجية
- روبي فاولر على موقع IMDb (الإنجليزية)
- روبي فاولر على موقع إن إن دي بي (الإنجليزية)
- روبي فاولر على موقع ديسكوغز (الإنجليزية)

- روبي فاولر على موقع الاتحاد الدولي (مؤرشف)  (الإنجليزية)
- روبي فاولر على موقع الاتحاد الأوربي (الإنجليزية)
- روبي فاولر على موقع قاعدة بيانات كرة القدم.إي يو (الإنجليزية)
- روبي فاولر على موقع ناشيونال فوتبول تيمز (الإنجليزية)
- روبي فاولر على موقع Soccerbase.com (لاعب) (الإنجليزية)
- روبي فاولر على موقع عالم كرة القدم.نت (الإنجليزية)
- روبي فاولر على موقع كووورة